# Carlos Suazo
Carlos Humberto Suazo Lagos (Tela; 8 de marzo de 1936-Tegucigalpa; 28 de abril de 2019) fue un futbolista y entrenador hondureño.
Fue hermano de los futbolistas René y Raúl. Falleció el 28 de abril de 2019 a causa de problemas respiratorios.

## Trayectoria
Apodado como calistrín, participó en los equipos menores del Asturias y Hibueras, pertenecientes de La Lima para que en 1952 hiciera su debut profesional en el Sonaguera FC donde permaneció por solo un año para luego pasar al CD Federal, equipo donde estuvo el mismo tiempo hasta que el CD Olimpia lo fichara por 4 temporadas. Pasado ese tiempo, fue trasladado al Elche CF de España, donde compartiría equipo con su compatriota José Cardona.
En su primera temporada con el club, se alzó con el trofeo de Segunda División, marcando un gol en tres partidos y en su segunda, ya en Primera División tuvo 6 apariciones pero sin anotar. Para la temporada 1960-61 volvería con el CD Olimpia, lugar donde se retiraría en 1969.

## Selección nacional
El 4 de septiembre de 1960, rumbo a Chile 1962, en un partido contra Costa Rica, consiguió la primera anotación de la selección de Honduras en una eliminatoria mundialista.
Integró los planteles del Campeonato Centroamericano y del Caribe de 1957 y 1961, el primer y el tercer Campeonato de Naciones de la Concacaf, que se celebró en su país.

## Trayectoria como entrenador
Después de retirarse en 1969, ese mismo año dirigió al club, logrando el único campeonato invicto de la Liga Nacional. Entrenó a la selección hondureña en el Campeonato de Naciones de la Concacaf de Trinidad y Tobago 1971, siendo el último lugar.
En 1985 retornaría con el equipo blanco donde lo más destacado que tuvo fue llegar a la final de la Copa de Campeones de la Concacaf, perdiendo ante el Defence Force trinitario. También fue entrenador de la selección hondureña sub-20 en 1988.

## Clubes
| Club         | País     | Año       |
| ------------ | -------- | --------- |
| Sonaguera FC | Honduras | 1952-1953 |
| CD Federal   | Honduras | 1953-1954 |
| CD Olimpia   | Honduras | 1954-1958 |
| Elche CF     | España   | 1958-1960 |
| CD Olimpia   | Honduras | 1960-1969 |

## Palmarés

### Como jugador

#### Títulos regionales
| Título                       | Equipo  | País     | Año     |
| ---------------------------- | ------- | -------- | ------- |
| Liga Mayor Francisco Morazán | Olimpia | Honduras | 1955-56 |
| Liga Mayor Francisco Morazán | Olimpia | Honduras | 1957    |
| Liga Mayor Francisco Morazán | Olimpia | Honduras | 1958    |
| Liga Mayor Francisco Morazán | Olimpia | Honduras | 1960    |
| Liga Mayor Francisco Morazán | Olimpia | Honduras | 1961    |
| Liga Mayor Francisco Morazán | Olimpia | Honduras | 1963    |
| Liga Mayor Francisco Morazán | Olimpia | Honduras | 1964    |

#### Títulos nacionales
| Título           | Equipo     | País     | Año     |
| ---------------- | ---------- | -------- | ------- |
| Liga Amateur     | CD Federal | Honduras | 1953    |
| Liga Amateur     | CD Olimpia | Honduras | 1957-58 |
| Segunda División | Elche CF   | España   | 1958-59 |
| Liga Amateur     | CD Olimpia | Honduras | 1960-61 |
| Liga Amateur     | CD Olimpia | Honduras | 1961    |
| Liga Amateur     | CD Olimpia | Honduras | 1963-64 |
| Liga Amateur     | CD Olimpia | Honduras | 1964    |
| Liga Nacional    | CD Olimpia | Honduras | 1966-67 |
| Liga Nacional    | CD Olimpia | Honduras | 1967-68 |

### Como entrenador
| Título        | Equipo     | País     | Año     |
| ------------- | ---------- | -------- | ------- |
| Liga Nacional | CD Olimpia | Honduras | 1969-70 |